# 2018年大西洋飓风季时间轴
2018年大西洋飓风季是连续第三个熱帶氣旋活跃度超出平均水平的大西洋颶風季，2018年6月1日正式开始，11月30日结束，历史上每年北大西洋绝大多数热带气旋都是这段时间形成。5月25日成型的热带风暴阿尔贝托提前拉开飓风季帷幕；飓风奥斯卡是本季最后的风暴，10月31日消散。
全年共形成16个热带低气压，其中15个增强成热带风暴后获名，八个达到飓风强度，两场成为大型飓风，即按萨菲尔-辛普森飓风风力等级达到或超过三级飓风标准。本季大部分人员伤亡和经济损失发生在美国，且大多是两场大型飓风造成。8月31日飓风佛罗伦斯在佛得角附近形成，基本沿北面的大范围高氣壓区向西北偏西移动。气旋在有利的外界条件下增强，最大持续风速达每小时240公里，属四级飓风，但随后显著减弱，9月14日从新漢諾威縣赖茨维尔海滩附近吹袭北卡罗来纳州海岸时风力时速降至150公里。佛罗伦斯在南、北卡罗来纳州蜿蜒行进并重创两地，引发重大气象和人道灾难，共夺走52条人命，经济损失达240亿美元，其中大部分是严重程度创纪录的洪灾所致，海岸沿线的强烈风暴潮和内陆暴发的龙卷风破坏也不容小觑。十月上旬，西加勒比海形成颶風邁克爾，在中美洲和古巴引发重大洪灾。佛羅里達狹地所受破坏更大，迈克尔以持续风速每小时260公里的五级飓风强度从袭击墨西哥海滩附近，是1992年飓风安德鲁过后首场登陆美国的五级飓风，也是有纪录以来第五场（另外三场分别是1935年劳动节飓风、飓风卡米尔和1928年奥基乔比飓风）。按气压和最大持续风速计算，迈克尔强度分别在有纪录以来所有登陆美国的风暴中排名第三和第四。整场风暴共造成74人遇难，损失数额达250亿美元。
2018年大西洋飓风季时间轴记载全季所有热带或亚热带气旋形成、增强、减弱、登陆，转变成溫帶氣旋及消散的具体信息，还包括飓风季期间没有发布的信息，如美国国家飓风中心飓风季过后重新分析并回顾各风暴时的更新，包括最大持续风速、位置、距离在内的所有数字均四舍五入成整数。同时为方便起见，以下所有时间如无特别说明均指协调世界时。

## 时间轴

### 5月
5月25日
- 12:00，18°48′N 87°06′W / 18.8°N 87.1°W：墨西哥尤卡坦半岛切图马尔东北偏东方向约130公里海域的低气压区发展成副热带低气压[2]。

5月26日
- 18:00，22°36′N 85°18′W / 22.6°N 85.3°W：副热带低气压在古巴最西端西北偏北约95公里近海增强成副热带风暴并获名“阿尔贝托”（Alberto）[2]。

5月28日

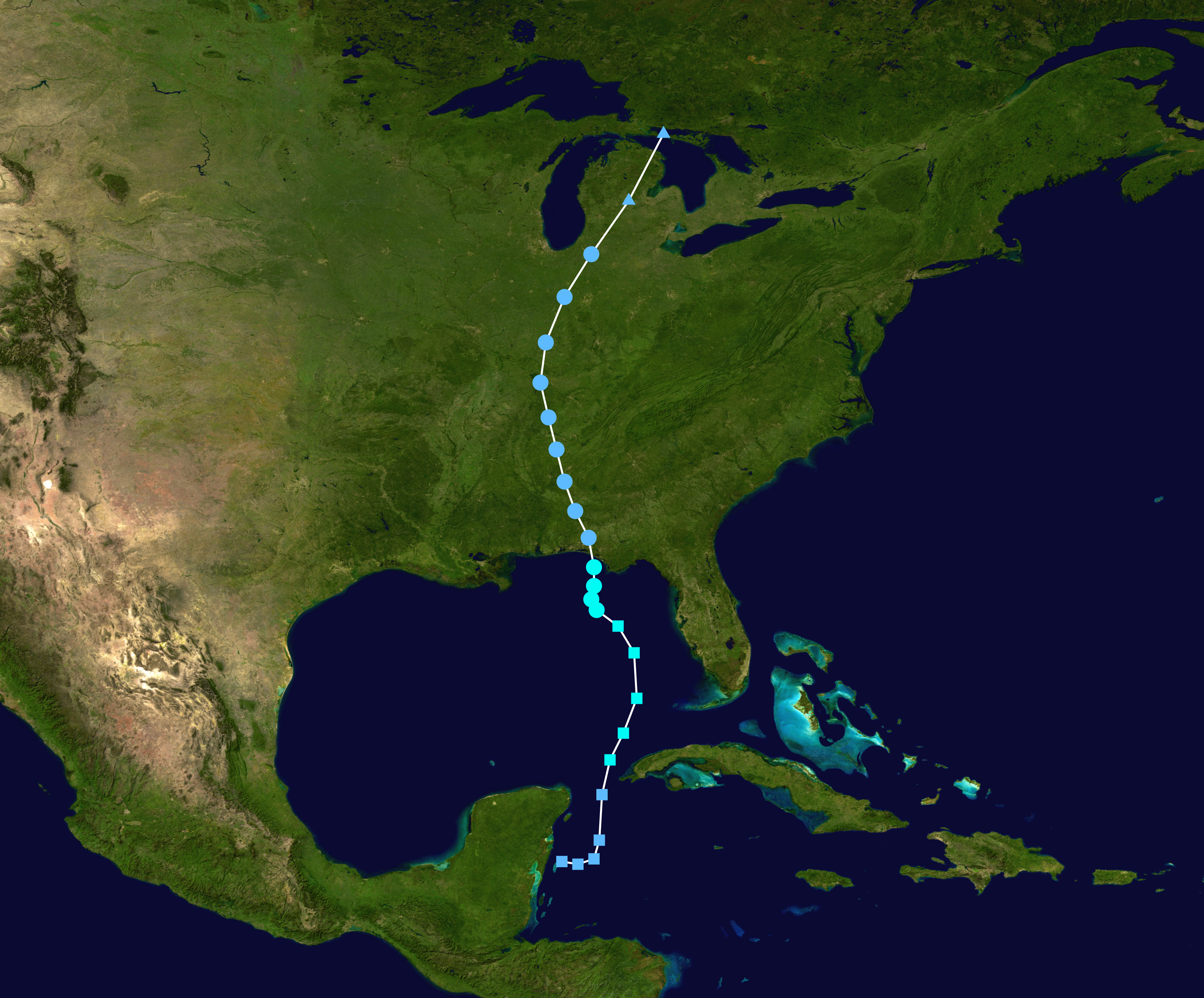
热带风暴阿尔贝托移动路线

- 00:00，28°12′N 85°48′W / 28.2°N 85.8°W：副热带风暴阿尔贝托在佛罗里达州阿巴拉契科拉西南偏南约185公里洋面转变成热带风暴，并在几乎同一时间达到最大持续风速每小时100公里的最高强度[2]。
- 06:00，28°36′N 86°00′W / 28.6°N 86.0°W：热带风暴阿尔贝托在阿巴拉契科拉西南方向约155公里水域达到990毫巴（百帕；29.24英寸汞柱）最低气压[2]。
- 21:00，30°18′N 86°00′W / 30.3°N 86.0°W：热带风暴阿尔贝托以风力时速75公里从佛罗里达州贝县和沃尔顿县附近登陆[2]。

5月29日
- 00:00，30°54′N 86°06′W / 30.9°N 86.1°W：热带风暴阿尔贝托在亚拉巴马州多森西南方向仅75公里海域减弱成热带低气压[2]。

5月31日
- 06:00，43°30′N 84°36′W / 43.5°N 84.6°W：热带低气压阿尔贝托在密歇根州薩基諾以西仅45公里近海消退成无对流的残留低气压区[2]。

### 6月
6月1日
- 2018年大西洋飓风季正式开始[1]。
- 6月大西洋没有形成热带气旋。

### 7月
7月4日
- 12:00，10°00′N 34°54′W / 10.0°N 34.9°W：佛得角西南偏西约2405公里洋面的低气压区发展成第二号热带低气压[7]。

7月5日

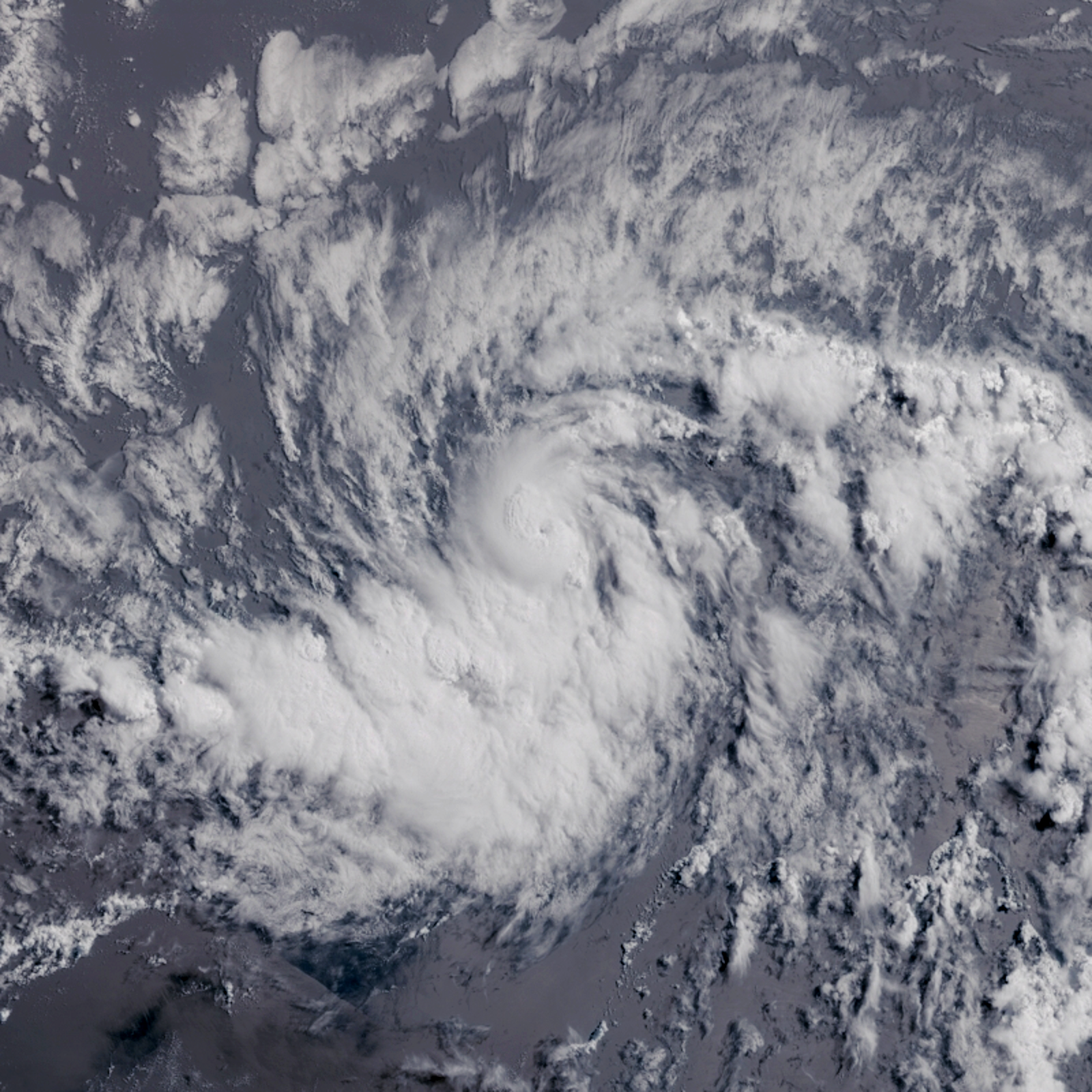
7月6日的飓风贝里尔

- 00:00，10°06′N 38°00′W / 10.1°N 38.0°W：第二号热带低气压在巴巴多斯东南偏东约2360公里水域强化成热带风暴并获名“贝里尔”（Beryl）[7]。

7月6日
- 06:00，10°30′N 44°36′W / 10.5°N 44.6°W：热带风暴贝里尔在巴巴多斯东南方向1640公里海域迅速增强成一级飓风，并在几乎同一时间达到风力时速130公里，气压991毫巴（百帕，29.27英寸汞柱）的最高强度[7]。
- 12:00，31°30′N 73°06′W / 31.5°N 73.1°W：北卡罗来纳州哈特拉斯角（Cape Hatteras）东南偏南约555公里洋面形成第三号热带低气压[8]。

7月7日
- 12:00，11°42′N 50°24′W / 11.7°N 50.4°W：飓风贝里尔在巴巴多斯东南偏东约990公里水域降级成热带风暴[7]。

7月8日
- 06:00，33°06′N 75°24′W / 33.1°N 75.4°W：第三号热带低气压在哈特拉斯角东南偏南约240公里近海升级成热带风暴并获名“克里斯”（Chris）[8]。
- 12:00，14°06′N 56°54′W / 14.1°N 56.9°W：热带风暴贝里尔在巴巴多斯东北方向约285公里海域退化成东风波[7]。

7月10日

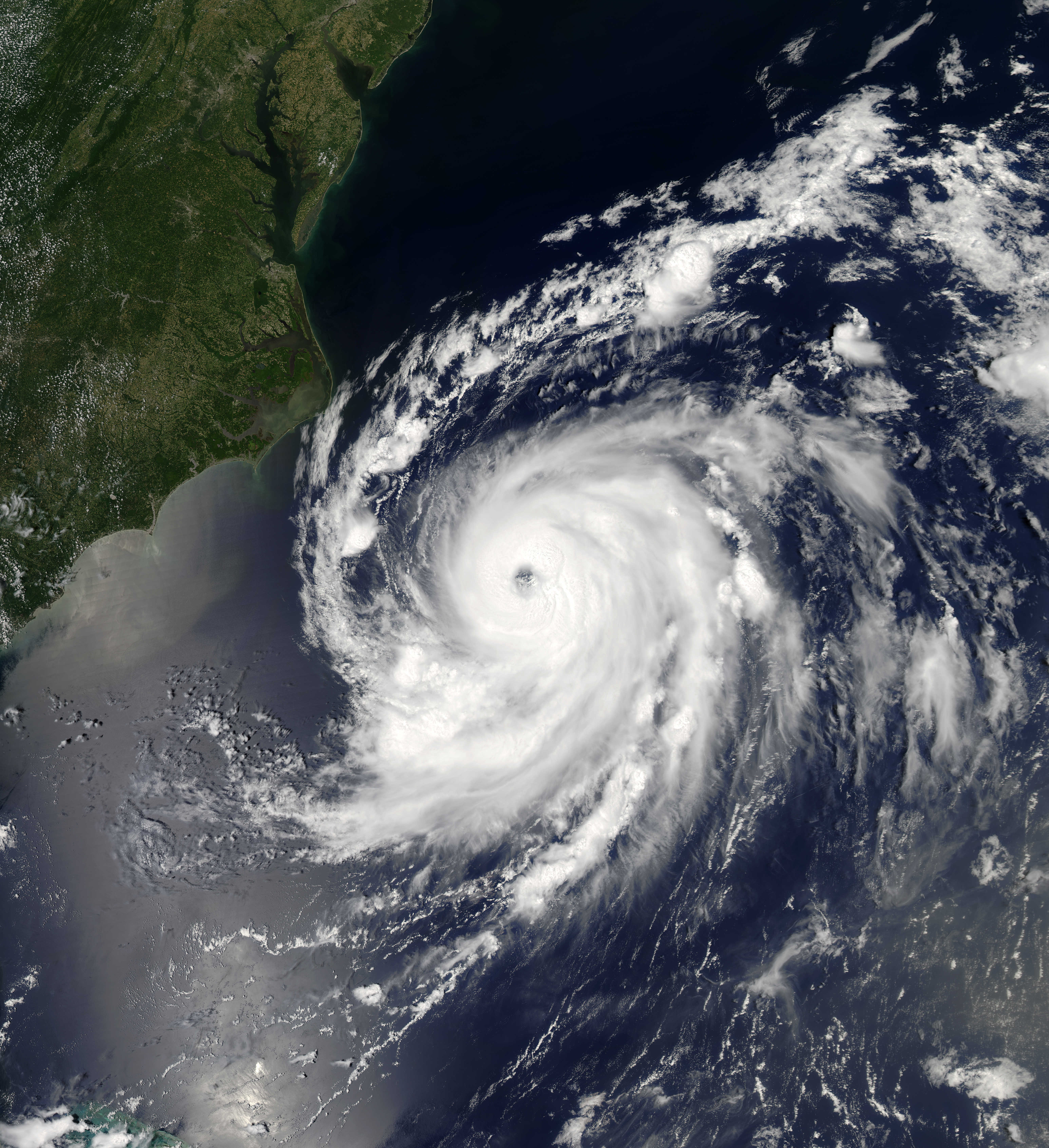
7月10日克里斯强化成一级飓风

- 12:00，32°54′N 73°30′W / 32.9°N 73.5°W：热带风暴克里斯在哈特拉斯角东南方向320公里洋面增强成一级飓风[8]。

7月11日
- 00:00，33°54′N 71°54′W / 33.9°N 71.9°W：飓风克里斯在哈特拉斯角东南偏东约385公里水域迅速强化成二级飓风，并在几乎同一时间达到持续风速每小时165公里，气压969毫巴（百帕，28.62英寸汞柱）的最高强度[8]。
- 18:00，37°00′N 66°48′W / 37.0°N 66.8°W：飓风克里斯在百慕大西北方向约545公里海域减弱成一级飓风[8]。

7月12日
- 12:00，43°18′N 59°12′W / 43.3°N 59.2°W：飓风克里斯在圣皮埃尔和密克隆圣皮埃尔西南方向约450公里洋面降级成热带风暴[8]。
- 18:00，45°42′N 56°24′W / 45.7°N 56.4°W：热带风暴克里斯在圣皮埃尔以南约120公里近海转变成温带气旋[8]。

7月14日
- 12:00，35°36′N 66°12′W / 35.6°N 66.2°W：贝里尔在残留在百慕大西北方向约395公里水域重新发展成副热带风暴[7]。

7月16日
- 00:00，38°18′N 63°06′W / 38.3°N 63.1°W：副热带风暴贝里尔在百慕大以北约690公里海域消退成残留低气压区[7]。

### 8月
8月7日

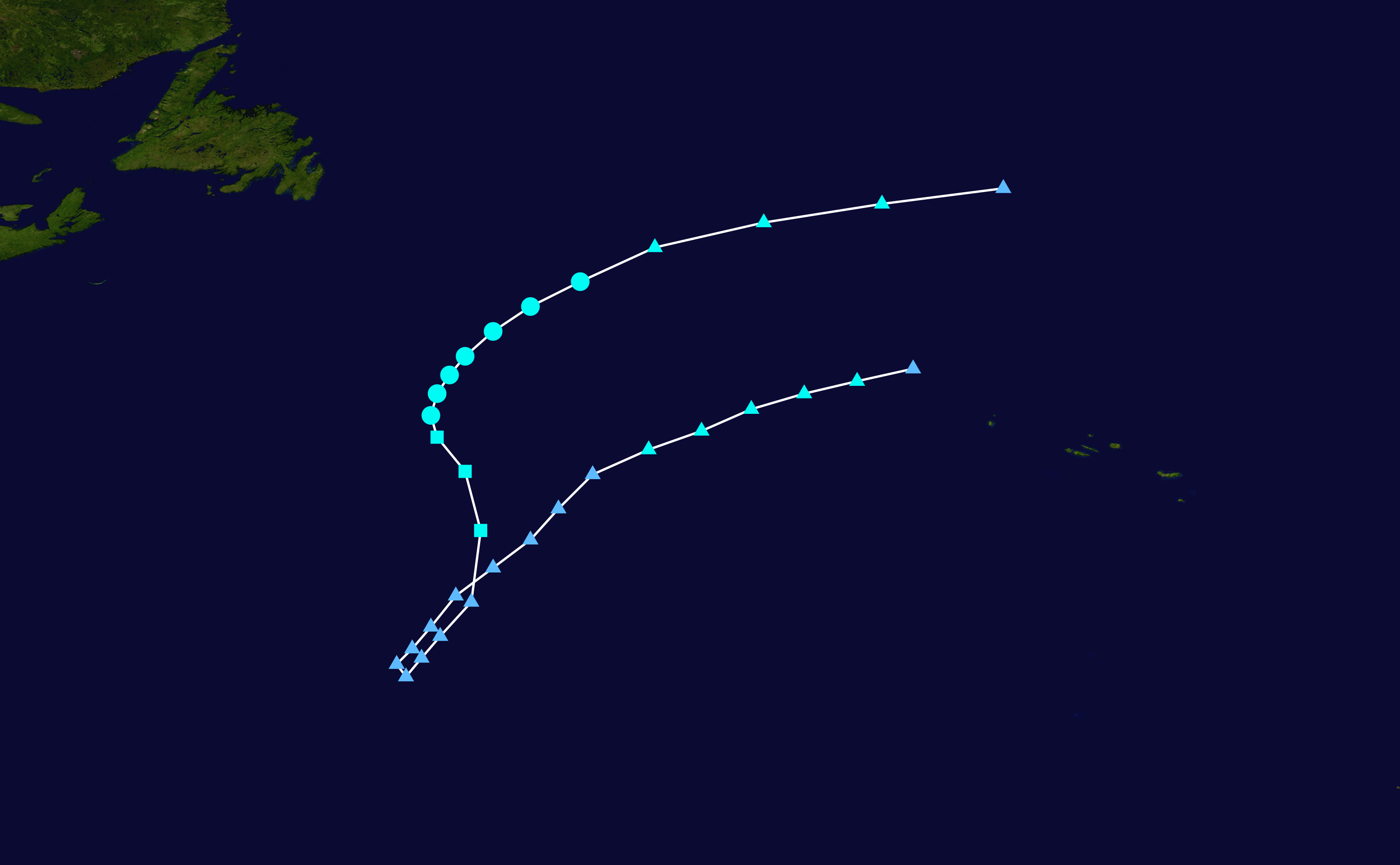
热带风暴黛比路径图

- 06:00，36°00′N 47°36′W / 36.0°N 47.6°W：副热带风暴黛比在亚速尔群岛最西侧以西约1480公里水域成型[9]。

8月8日
- 00:00，39°42′N 49°12′W / 39.7°N 49.2°W：副热带风暴黛比在亚速尔群岛最西侧以西约1545公里海域转变成热带风暴[9]。

8月9日
- 00:00，42°24′N 47°12′W / 42.4°N 47.2°W：热带风暴黛比在阿瓦隆半岛东南角的开普雷斯（Cape Race）东南方向约675公里洋面达到风力时速85公里，气压998毫巴（百帕，29.47英寸汞柱）的最高强度[9]。
- 18:00，45°06′N 42°00′W / 45.1°N 42.0°W：热带风暴黛比在开普雷斯东南偏东约875公里水域退化成残留低气压区[9]。

8月15日
- 06:00，37°24′N 45°42′W / 37.4°N 45.7°W：开普雷斯东南方向约1200公里洋面形成第五号副热带低气压[10]
- 12:00，37°48′N 45°54′W / 37.8°N 45.9°W：第五号副热带低气压在开普雷斯东南方向约1145公里海域强化成副热带风暴并获名“埃内斯托”（Ernesto）[10]。

8月16日

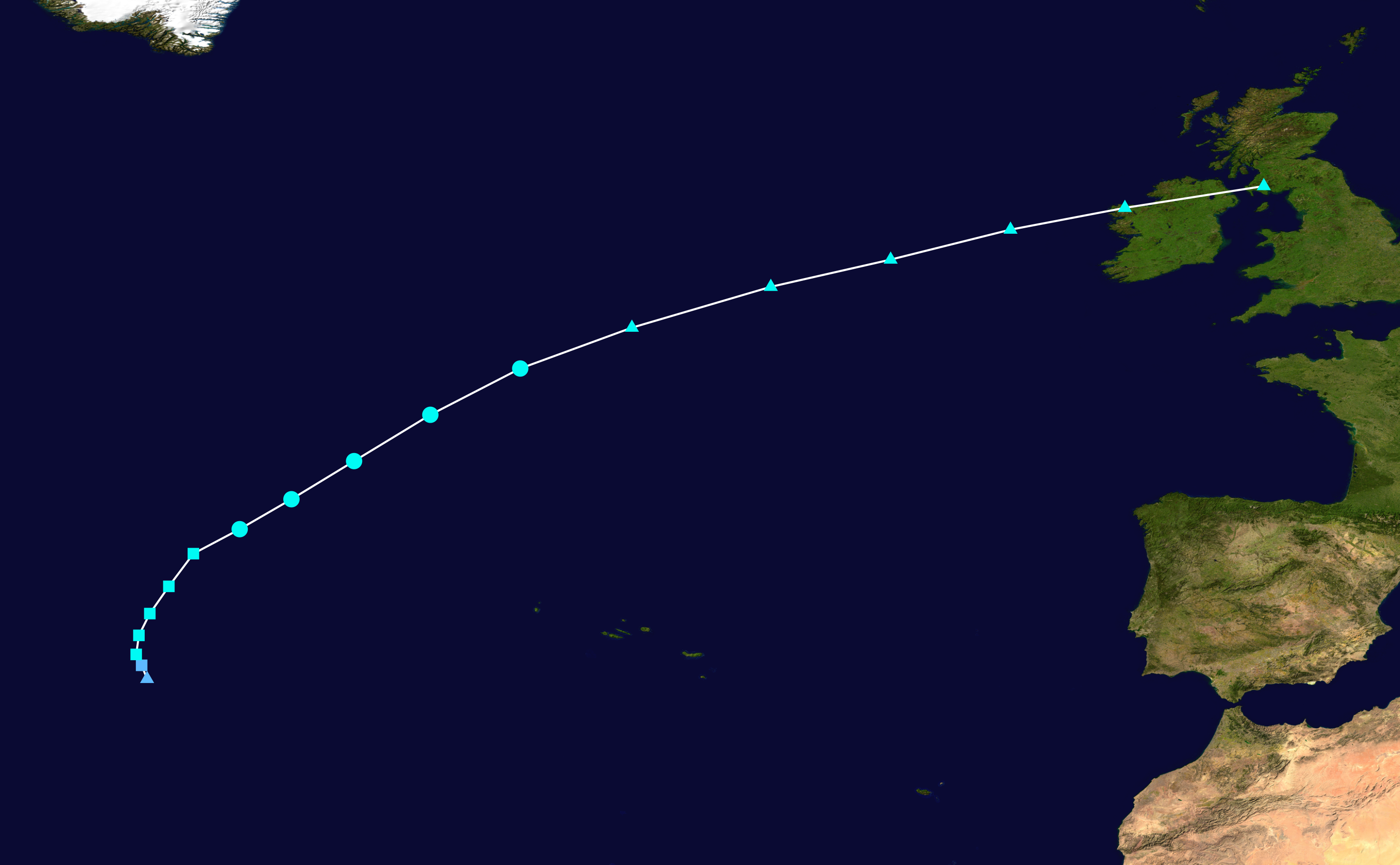
热带风暴埃内斯托移动路线

- 12:00，41°30′N 43°48′W / 41.5°N 43.8°W：副热带风暴埃内斯托在开普雷斯东南方向约940公里水域达到风力时速75公里的最高强度[10]。
- 18:00，42°24′N 42°06′W / 42.4°N 42.1°W：副热带风暴埃内斯托在开普雷斯东南方向约990公里海域转变成热带风暴[10]。

8月17日
- 18:00，48°18′N 31°48′W / 48.3°N 31.8°W：热带风暴埃内斯托在开普雷斯东北偏东约1610公里洋面达到1003毫巴（百帕，29.62英寸汞柱）的最低气压[10]。

8月18日
- 00:00，49°48′N 27°42′W / 49.8°N 27.7°W：热带风暴埃内斯托在亚速尔群岛东北偏北约1295公里水域消退成残留低气压区[10]。

8月31日
- 18:00，13°48′N 23°48′W / 13.8°N 23.8°W&：佛得角圣地亚哥东南方向165公里近海形成第六号热带低气压[4]。

### 9月
9月1日

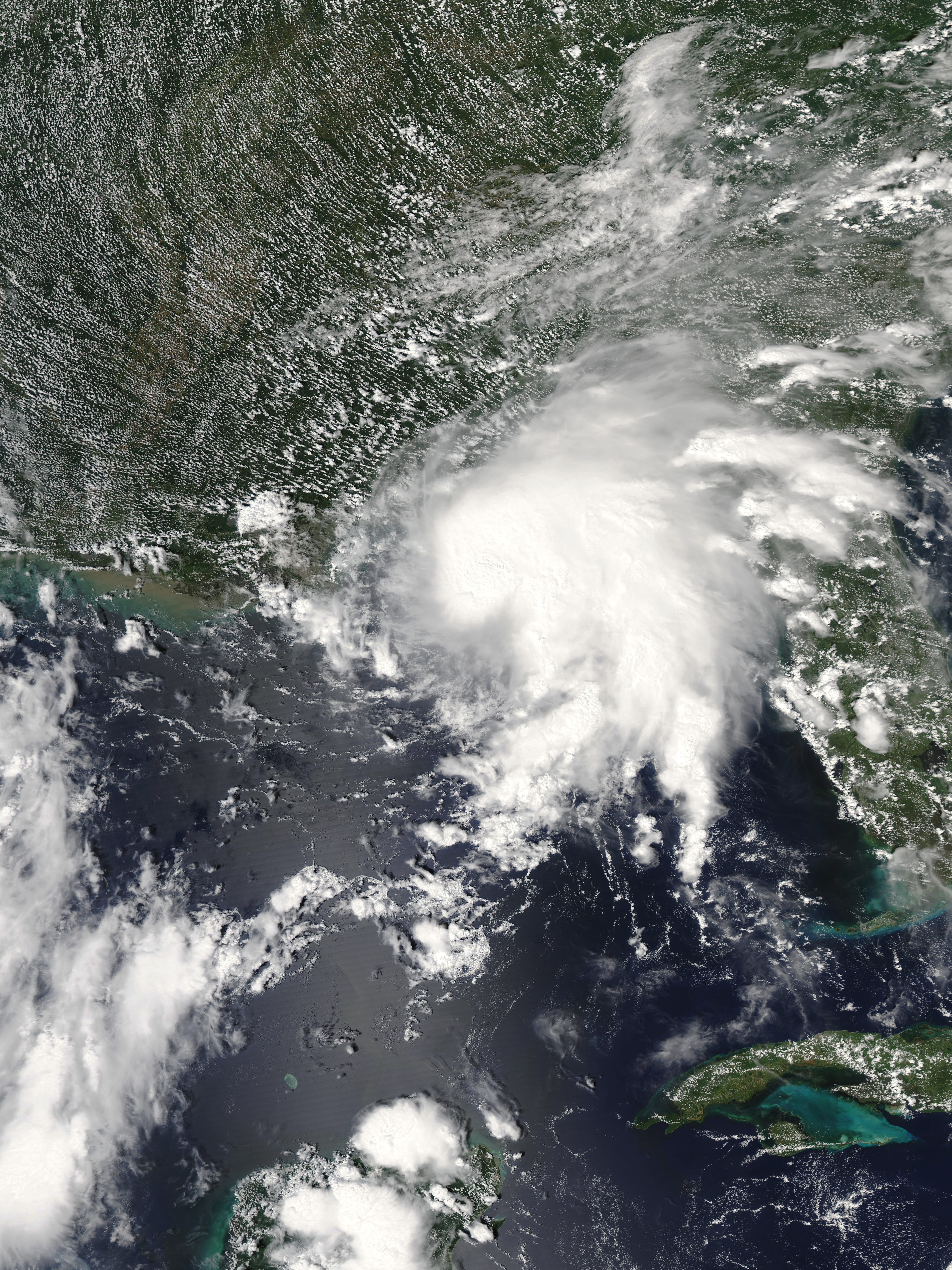
9月4日不久的戈登

- 06:00，14°18′N 26°06′W / 14.3°N 26.1°W：第六号热带低气压在佛得角群岛最南端的西南偏西约205公里水域强化成热带风暴并获名“佛罗伦斯”（Florence）[4]。

9月3日
- 06:00，24°12′N 79°24′W / 24.2°N 79.4°W：佛罗里达州拉戈岛东南方向约150公里近海形成第七号热带低气压[11]。
- 09:00，24°36′N 80°00′W / 24.6°N 80.0°W：第七号热带低气压在佛罗里达州塔弗尼尔东南方向仅65公里近海增强成热带风暴并获名“戈登”（Gordon）[11]。
- 11:15，25°00′N 80°30′W / 25.0°N 80.5°W：热带风暴戈登以风力时速85公里强度登陆塔弗尼尔[11]。

9月4日
- 12:00，18°42′N 40°12′W / 18.7°N 40.2°W：热带风暴佛罗伦斯在小安的列斯群岛东北偏东约2220公里海域升级成一级飓风[4]。

9月5日
- 00:00，20°24′N 43°24′W / 20.4°N 43.4°W：飓风佛罗伦斯在小安的列斯群岛东北偏东约1915公里洋面增强成二级飓风[4]。
- 03:15，30°24′N 88°30′W / 30.4°N 88.5°W：热带风暴戈登达到最大持续风速每小时110公里，气压996毫巴（百帕，29.42英寸汞柱）的最高强度，并在一时间从亚拉巴马州与密西西比州边界以西不远处登陆[11]。
- 12:00，21°42′N 45°12′W / 21.7°N 45.2°W：飓风佛罗伦斯在小安的列斯群岛东北方向约1760公里水域快速增强成三级飓风[4]。
- 12:00，31°54′N 89°48′W / 31.9°N 89.8°W：热带风暴戈登在密西西比州杰克逊东南方向约55公里处降级成热带低气压[11]。
- 18:00，22°24′N 46°12′W / 22.4°N 46.2°W：飓风佛罗伦斯在百慕大东南偏东约2220公里海域快速增强成四级飓风[4]。

9月6日
- 06:00，23°48′N 47°36′W / 23.8°N 47.6°W：飓风佛罗伦斯在百慕大东南方向约1915公里洋面减弱成三级飓风[4]。
- 12:00，24°24′N 48°12′W / 24.4°N 48.2°W：飓风佛罗伦斯在百慕大东南方向约1825公里水域弱化成二级飓风[4]。
- 18:00，24°48′N 49°00′W / 24.8°N 49.0°W：飓风佛罗伦斯在百慕大东南方向约1740公里海域降至一级飓风标准[4]。
- 18:00，34°12′N 91°54′W / 34.2°N 91.9°W：热带低气压戈登在阿肯色州小岩城东南方向约75公里处退化成残留低气压区[11]。

9月7日
- 00:00，25°00′N 49°00′W / 25.0°N 49.0°W：飓风佛罗伦斯在百慕大东南方向约1680公里洋面降级成热带风暴[4]。
- 12:00 UTC (8:00 a.m. AST) at 13°24′N 16°48′W / 13.4°N 16.8°W：冈比亚班竹以西仅25公司近海形成第八号热带低气压[12]
- 12:00，13°30′N 35°00′W / 13.5°N 35.0°W：第九号热带低气压在佛得角以西约1110公里海域成型[13]。

9月8日

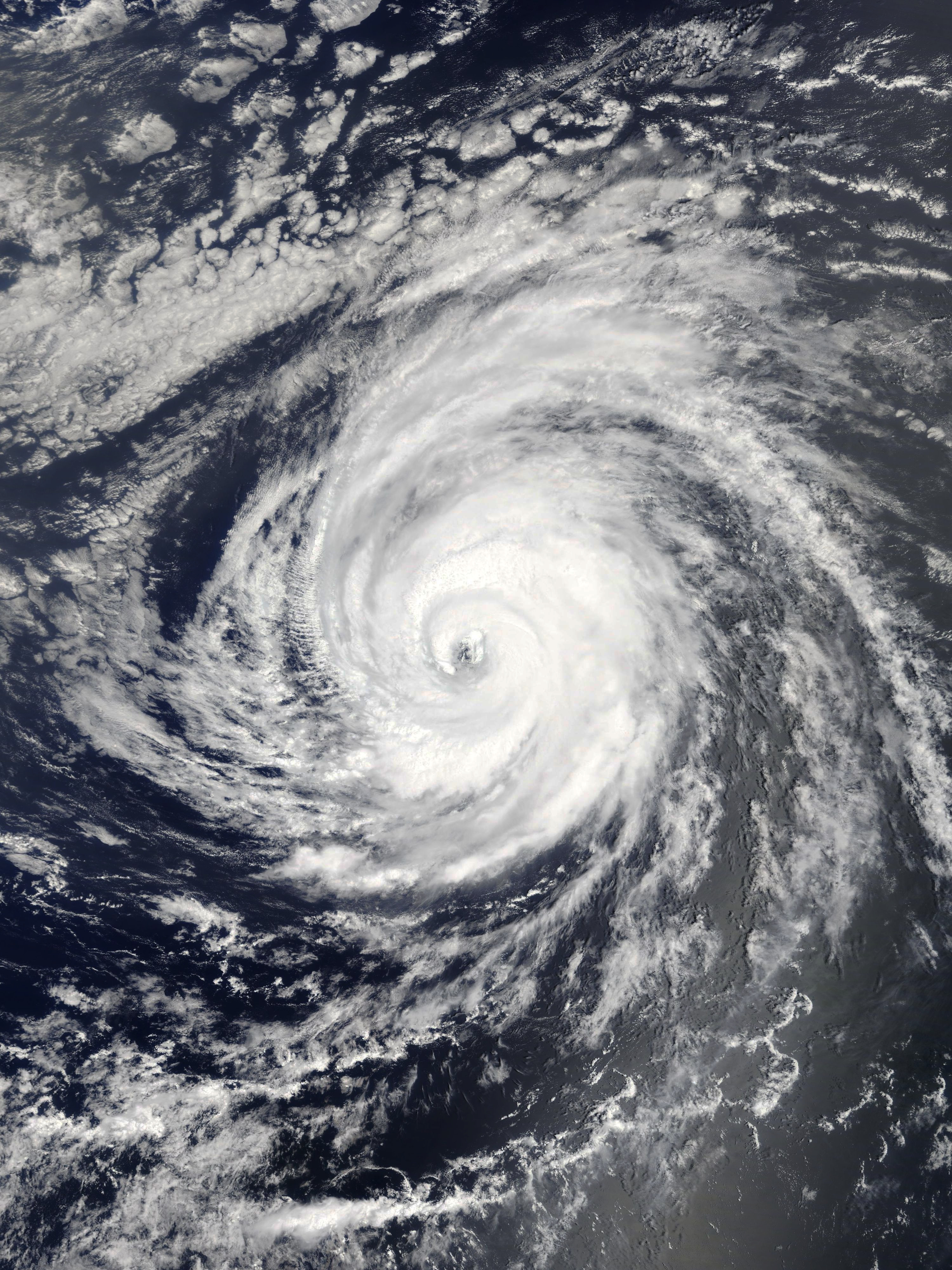
9月11日的飓风海伦

- 00:00，13°36′N 18°00′W / 13.6°N 18.0°W：第八号热带低气压在佛得角培亞东南偏东约420公里水域强化成热带风暴并获名“海伦”（Helene）[12]。
- 12:00，14°24′N 35°48′W / 14.4°N 35.8°W：第九号热带低气压在佛得角以西约1200公里洋面达到热带风暴强度并获名“艾萨克”（Isaac）[13]。

9月9日
- 12:00，24°24′N 56°06′W / 24.4°N 56.1°W：热带风暴佛罗伦斯在百慕大东南偏南约1215公里海域再度增强成一级飓风[4]。
- 18:00，13°24′N 25°36′W / 13.4°N 25.6°W：热带风暴海伦在佛得角布拉瓦島西南偏南约185公里近海升级一级飓风[12]。

9月10日

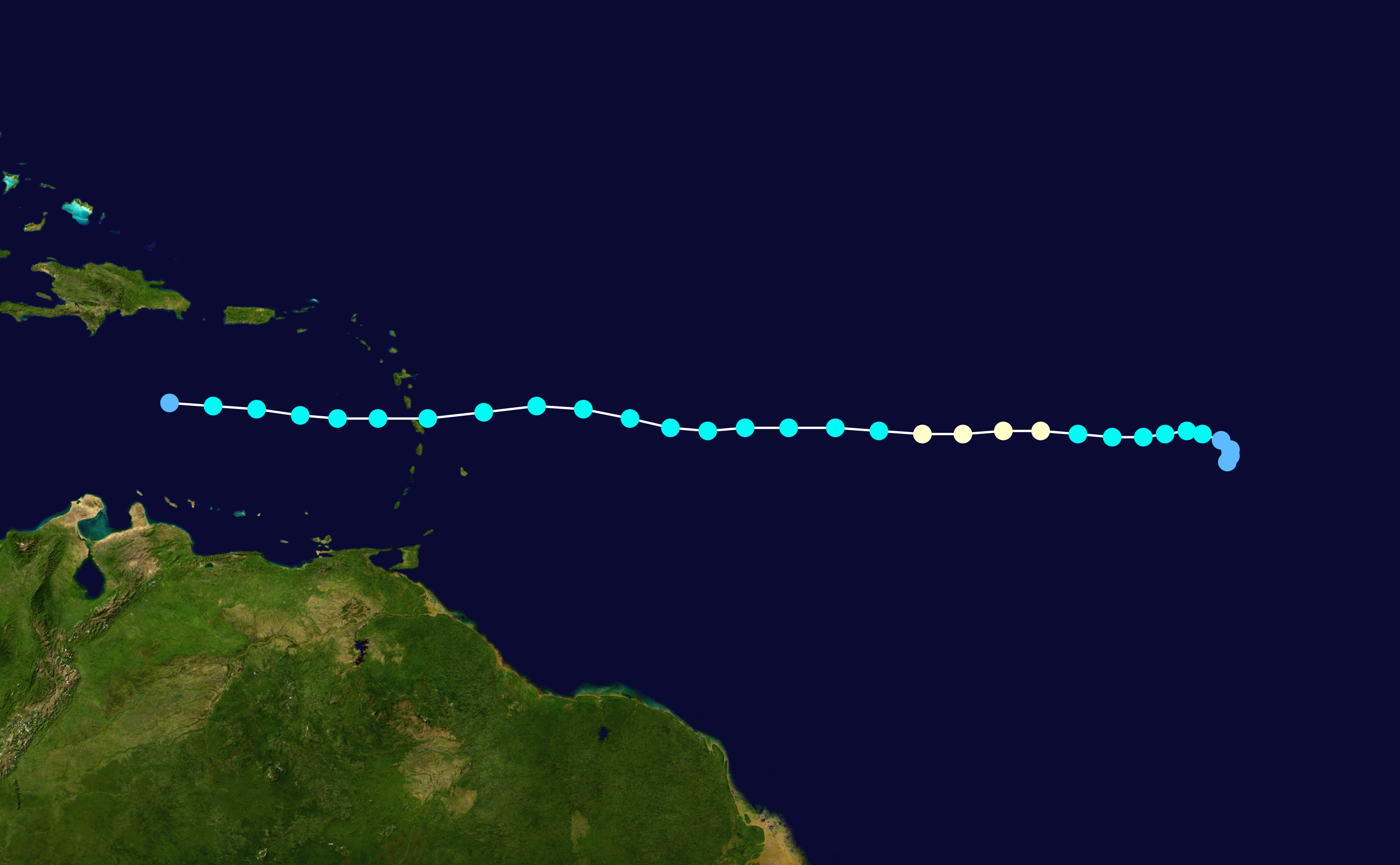
飓风艾萨克路径图

- 00:00，14°30′N 41°00′W / 14.5°N 41.0°W：热带风暴艾萨克在佛得角以西约1745公里水域升级一级飓风并达到风力时速120公里，气压995毫巴（百帕，29.39英寸汞柱）的最高强度[13]。
- 06:00，24°42′N 58°24′W / 24.7°N 58.4°W：飓风佛罗伦斯在百慕大东南偏南约1045公里洋面再度达到二级飓风标准[4]。
- 12:00，24°54′N 59°30′W / 24.9°N 59.5°W：飓风佛罗伦斯在百慕大东南偏南约965公里海域成为三级飓风[4]。
- 12:00，14°24′N 29°24′W / 14.4°N 29.4°W：飓风海伦在培亚以西约635公里水域增强成二级飓风[12]。
- 18:00，25°12′N 60°36′W / 25.2°N 60.6°W：飓风佛罗伦萨在百慕大东南偏南约885公里洋面重返四级飓风标准[4]。

9月11日

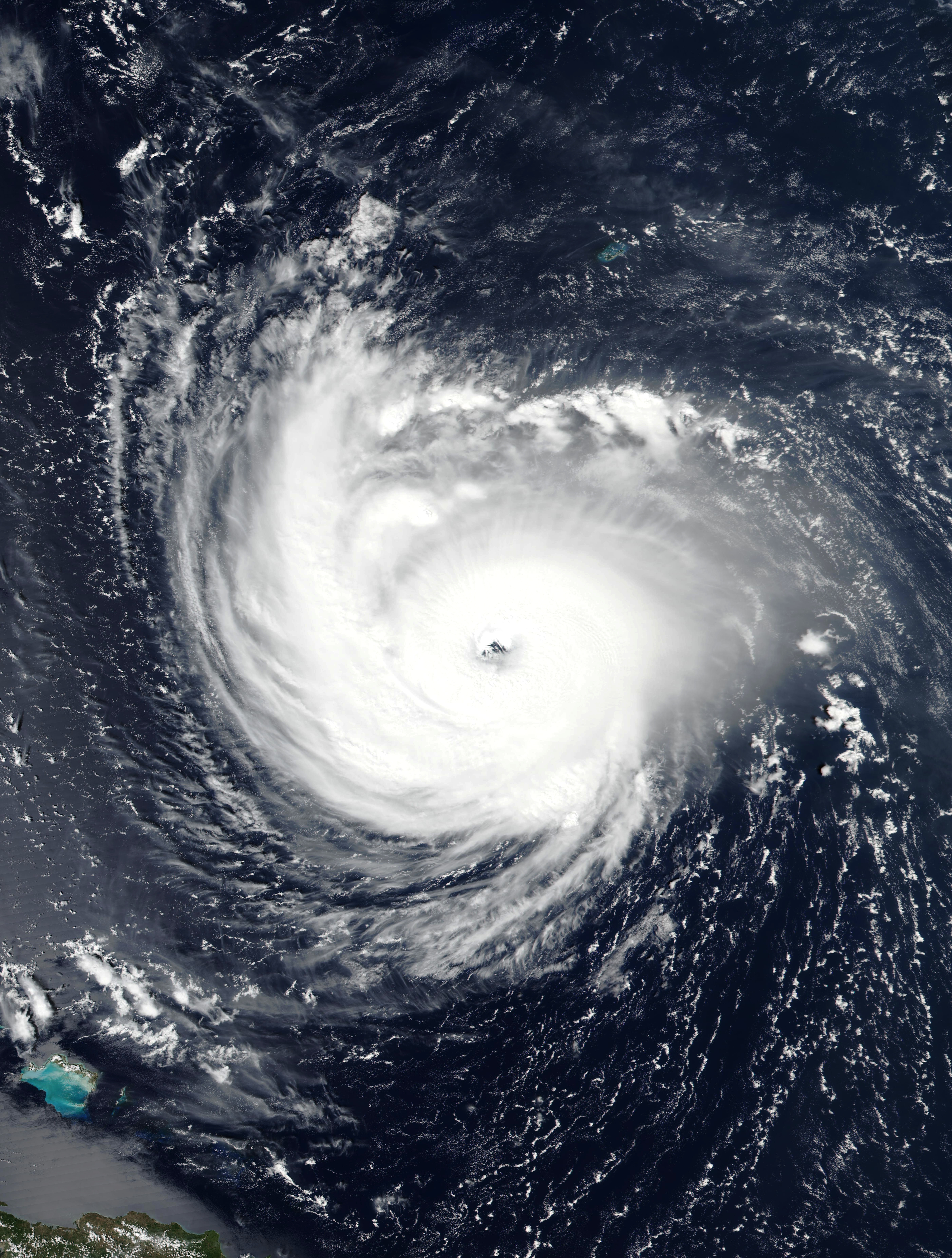
9月11日正处最高强度的飓风佛罗伦斯

- 00:00，15°18′N 32°06′W / 15.3°N 32.1°W：飓风海伦在培亚以西约915公里海域达到持续风速175公里的最高强度[12]。
- 00:00，14°30′N 46°12′W / 14.5°N 46.2°W：飓风艾萨克在佛得角以西约2310公里洋面减弱成热带风暴[13]。
- 12:00，16°12′N 34°00′W / 16.2°N 34.0°W：飓风海伦在培亚西北偏西约1135公里水域达到967毫巴（百帕，28.56英寸汞柱）最高气压[12]。
- 18:00，27°12′N 66°24′W / 27.2°N 66.4°W：飓风佛罗伦萨在北卡罗来纳州恐怖角（Cape Fear）东南偏东约1345公里海域达到风力时速240公里，气压937毫巴（百帕，27.67英寸汞柱）的最高强度[4]。

9月12日
- 06:00，18°42′N 35°48′W / 18.7°N 35.8°W：飓风海伦在培亚西北偏西约1375公里处弱化成一级飓风[12]。
- 12:00，35°48′N 41°30′W / 35.8°N 41.5°W：亚速尔群岛西南方向约980公里海域形成副热带风暴并获名“乔伊斯”（Joyce）[14]。
- 18:00，30°24′N 71°54′W / 30.4°N 71.9°W：飓风佛罗伦斯在北卡罗来纳州新漢諾威縣赖茨维尔海滩（Wrightsville Beach）东南方向约690公里洋面减弱成三级飓风[4]。

9月13日
- 12:00，33°06′N 75°06′W / 33.1°N 75.1°W：飓风佛罗伦斯在赖茨维尔海滩东南方向约280公里水域弱化成二级飓风[4]。
- 12:00，24°06′N 37°24′W / 24.1°N 37.4°W：飓风海伦在培亚西北方向约1780公里位置降级成热带风暴[12]。

9月14日
- 00:00，33°06′N 44°24′W / 33.1°N 44.4°W：副热带风暴乔伊斯在亚速尔群岛西南方向约1370公里洋面转变成热带风暴[14]。
- 11:15，34°12′N 77°48′W / 34.2°N 77.8°W：飓风佛罗伦斯降至一级飓风强度并在持续风速每小时150公里时登陆赖茨维尔海滩附近[4]。

9月15日

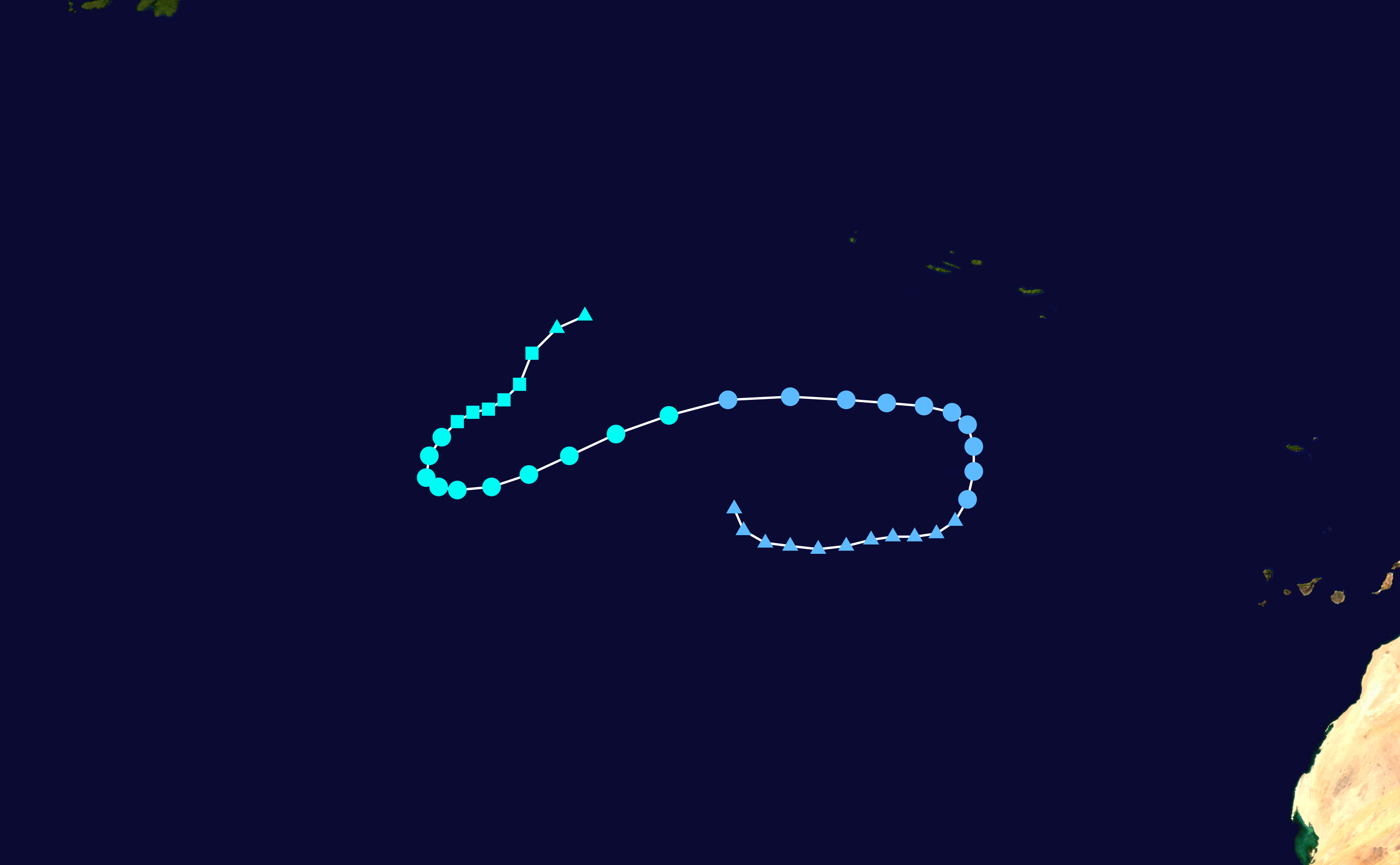
热带风暴乔伊斯移动路线

- 00:00，33°54′N 78°48′W / 33.9°N 78.8°W：飓风佛罗伦斯在南卡罗来纳州美特尔海滩西北方向仅15公里近海消退成热带风暴[4]。
- 00:00，15°24′N 69°00′W / 15.4°N 69.0°W：热带风暴艾萨克在多明尼加聖多明哥东南偏南约345公里海域降级成热带低气压[13]。
- 00:00：热带风暴乔伊斯在亚速尔群岛西南偏南约1450公里洋面达到风力时速85公里、气压995毫巴（百帕，29.39英寸汞柱）的最高强度[14]。
- 06:00：热带低气压艾萨克在波多黎各西南海岸的西南偏南约370公里水域消散[13]。

9月16日
- 12:00，43°06′N 27°06′W / 43.1°N 27.1°W：热带风暴海伦在亚速尔群岛以北约465公里海域转变成温带气旋[12]。
- 12:00，34°18′N 35°12′W / 34.3°N 35.2°W：热带风暴乔伊斯在亚速尔群岛西南偏南约660公里位置降级成热带低气压[14]。
- 18:00，34°06′N 82°06′W / 34.1°N 82.1°W：热带风暴佛罗伦斯在南卡罗来纳州格林伍德东南偏南仅10公里近海消退成热带低气压[4]。

9月17日
- 12:00，38°42′N 82°00′W / 38.7°N 82.0°W：热带低气压佛罗伦斯在西弗吉尼亚州亨廷顿东北方向仅50公里近海转变成温带气旋[4]。

9月19日
- 00:00，30°24′N 27°54′W / 30.4°N 27.9°W：热带低气压乔伊斯在亚速尔群岛以南约765公里洋面退化成残留低气压区[14]。

9月21日

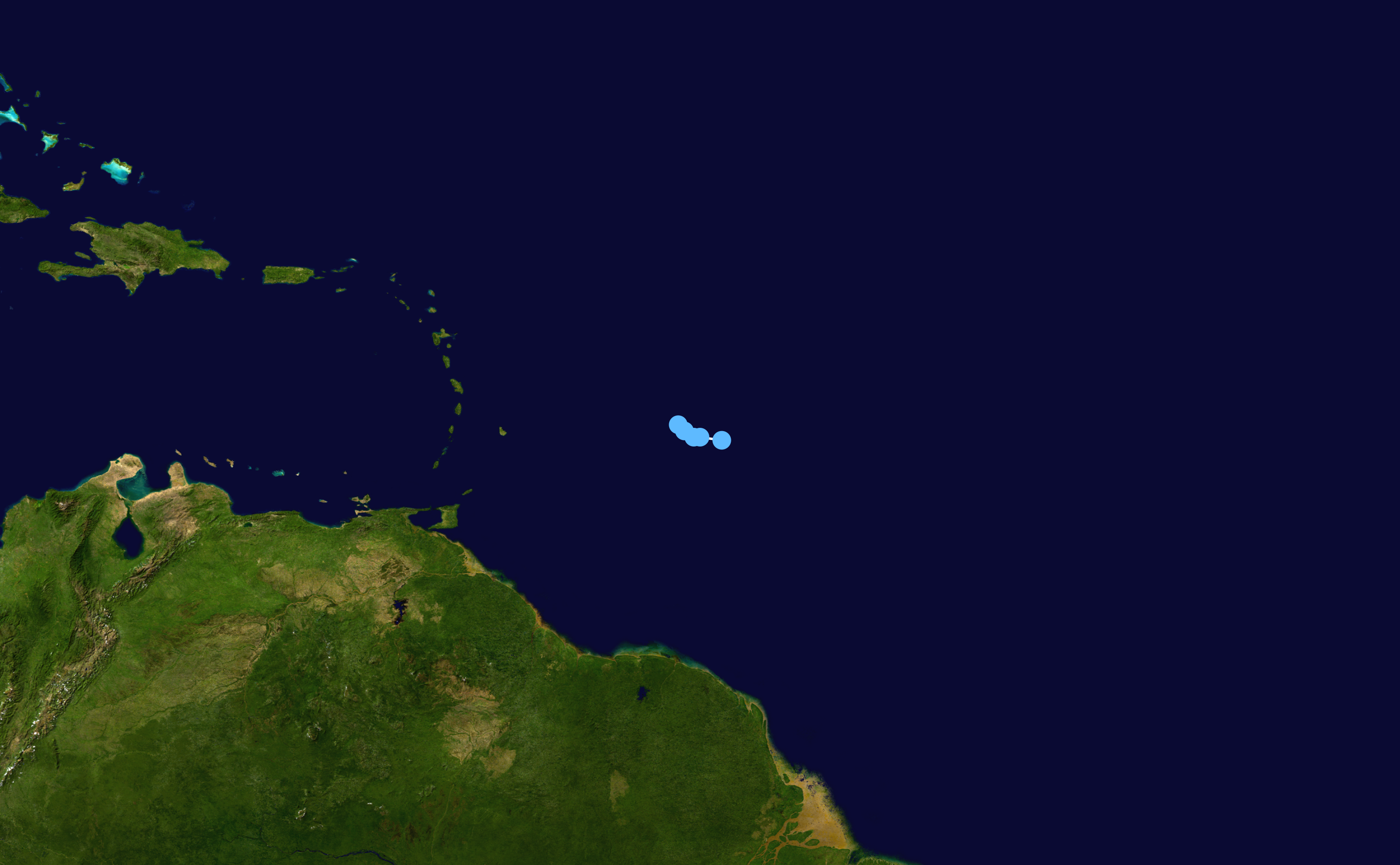
第十一号热带低气压路径图

- 18:00，12°54′N 52°30′W / 12.9°N 52.5°W：巴巴多斯以东约750公里海域发展出第十一号热带低气压并达到风力时速55公里的最高强度[15]。

9月22日
- 00:00，13°00′N 53°12′W / 13.0°N 53.2°W：第十一号热带低气压在巴巴多斯以东约675公里水域达到1007毫巴（百帕，29.74英寸汞柱）最低气压[15]。
- 06:00，7°42′N 21°48′W / 7.7°N 21.8°W：第十二号热带低气压在佛得角东南偏南约835公里位置成型[16]。
- 12:00，8°06′N 22°54′W / 8.1°N 22.9°W：第十二号热带低气压在培亚以南约765公里洋面达到热带风暴标准并获名“柯克”（Kirk）[16]。

9月23日
- 00:00：第十一号热带低气压在小安的列斯群岛以东约555公里海域消散[15]。
- 12:00，9°12′N 29°18′W / 9.2°N 29.3°W：热带风暴柯克在培亚西南方向约890公里位置退化成东风波[16]。
- 12:00，33°12′N 46°30′W / 33.2°N 46.5°W：副热带风暴莱斯利在亚速尔群岛西南方向约1520公里水域成型[17]。

9月25日
- 00:00，32°42′N 47°12′W / 32.7°N 47.2°W：副热带风暴莱斯利在亚速尔群岛西南方向约1610公里洋面减弱成副热带低气压[17]。
- 12:00，31°42′N 45°12′W / 31.7°N 45.2°W：副热带低气压莱斯利在亚速尔群岛西南方向约1515公里水域转变成温带气旋[17]。

9月26日

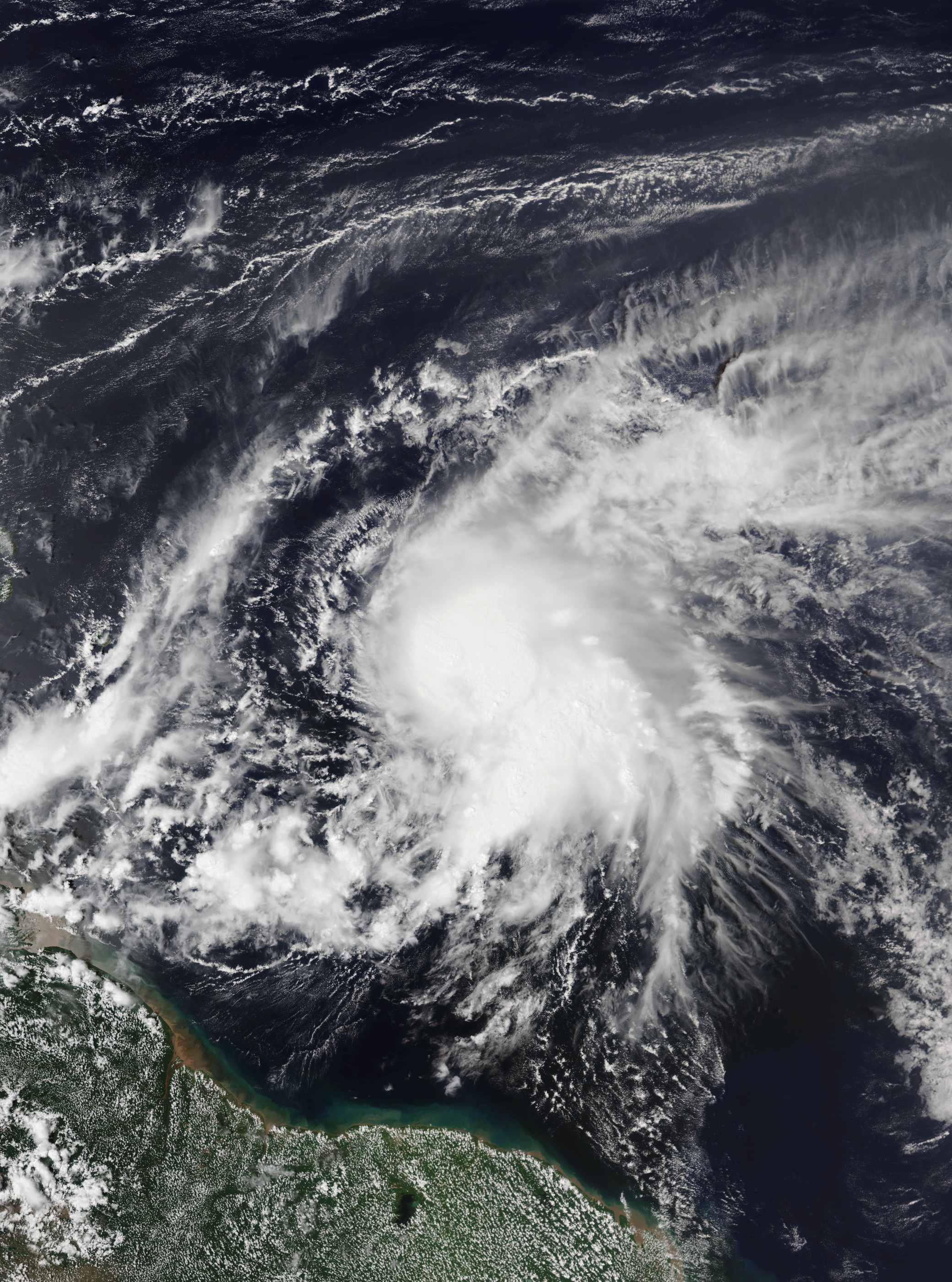
9月26日接近最高强度的热带风暴柯克

- 00:00，11°30′N 50°18′W / 11.5°N 50.3°W：柯克的残留在巴巴多斯东南偏东约835公里位置重新发展成热带风暴[16]。
- 12:00，12°06′N 53°36′W / 12.1°N 53.6°W：热带风暴柯克在巴巴多斯东南偏东约650公里海域达到风力时速100公里的最高强度[16]。
- 18:00，12°30′N 55°00′W / 12.5°N 55.0°W：热带风暴柯克在巴巴多斯东南约490公里洋面达到998毫巴（百帕，29.47英寸汞柱）最低气压[16]。

9月28日
- 00:30，13°48′N 60°54′W / 13.8°N 60.9°W：热带风暴柯克以持续风速每小时85公里强度登陆圣卢西亚[16]。
- 12:00，36°24′N 46°24′W / 36.4°N 46.4°W：莱斯利的残留在亚速尔群岛西南方向约1370公里水域再生成副热带风暴[17]。

9月29日
- 00:00：热带风暴柯克在美屬維爾京群島以南数百英里海域消散与东风[16]。
- 18:00，34°18′N 51°18′W / 34.3°N 51.3°W：副热带风暴莱斯利在亚速尔群岛西南方向约1865公里位置转变成热带风暴[17]。

### 10月
10月3日

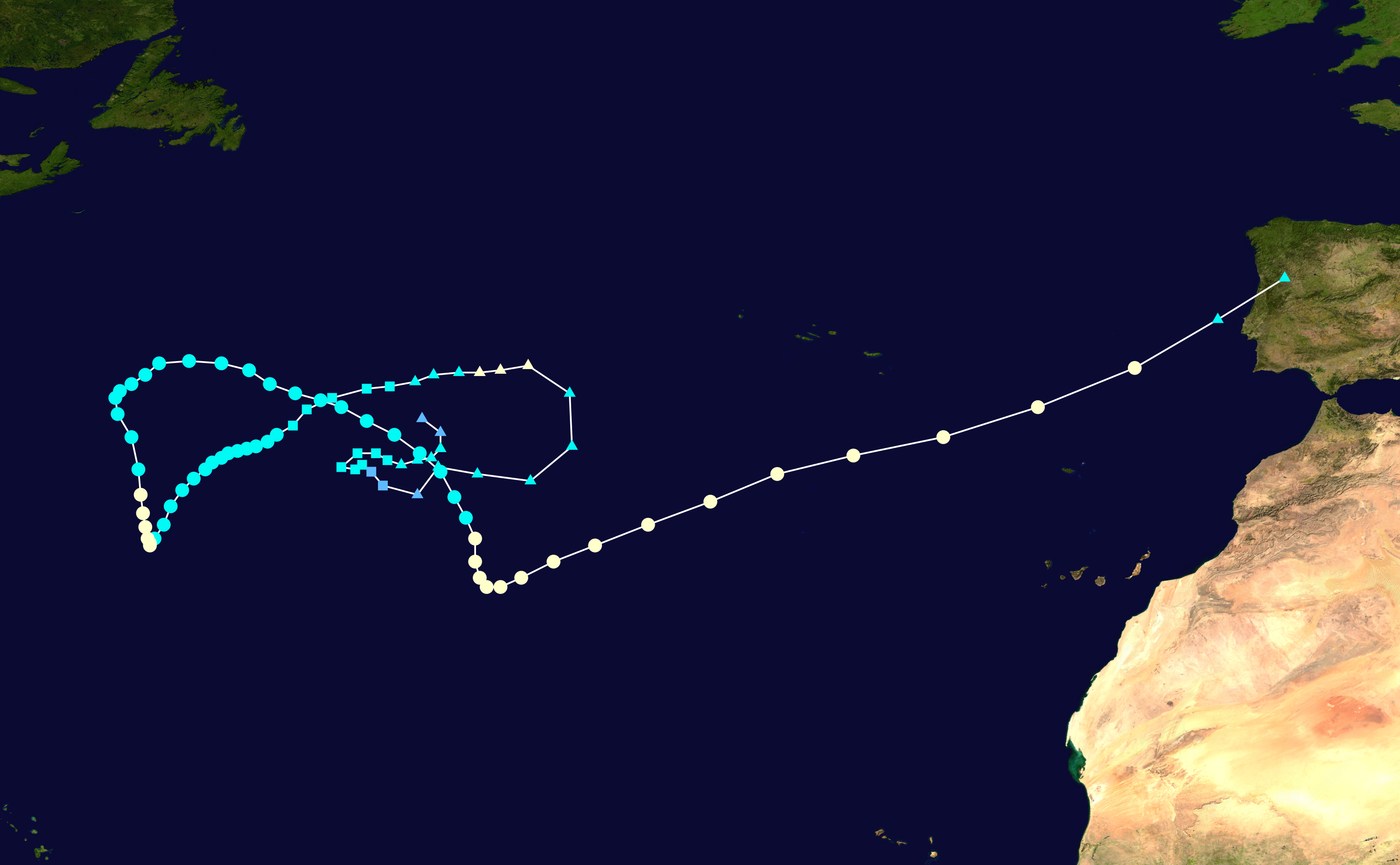
飓风莱斯利走向

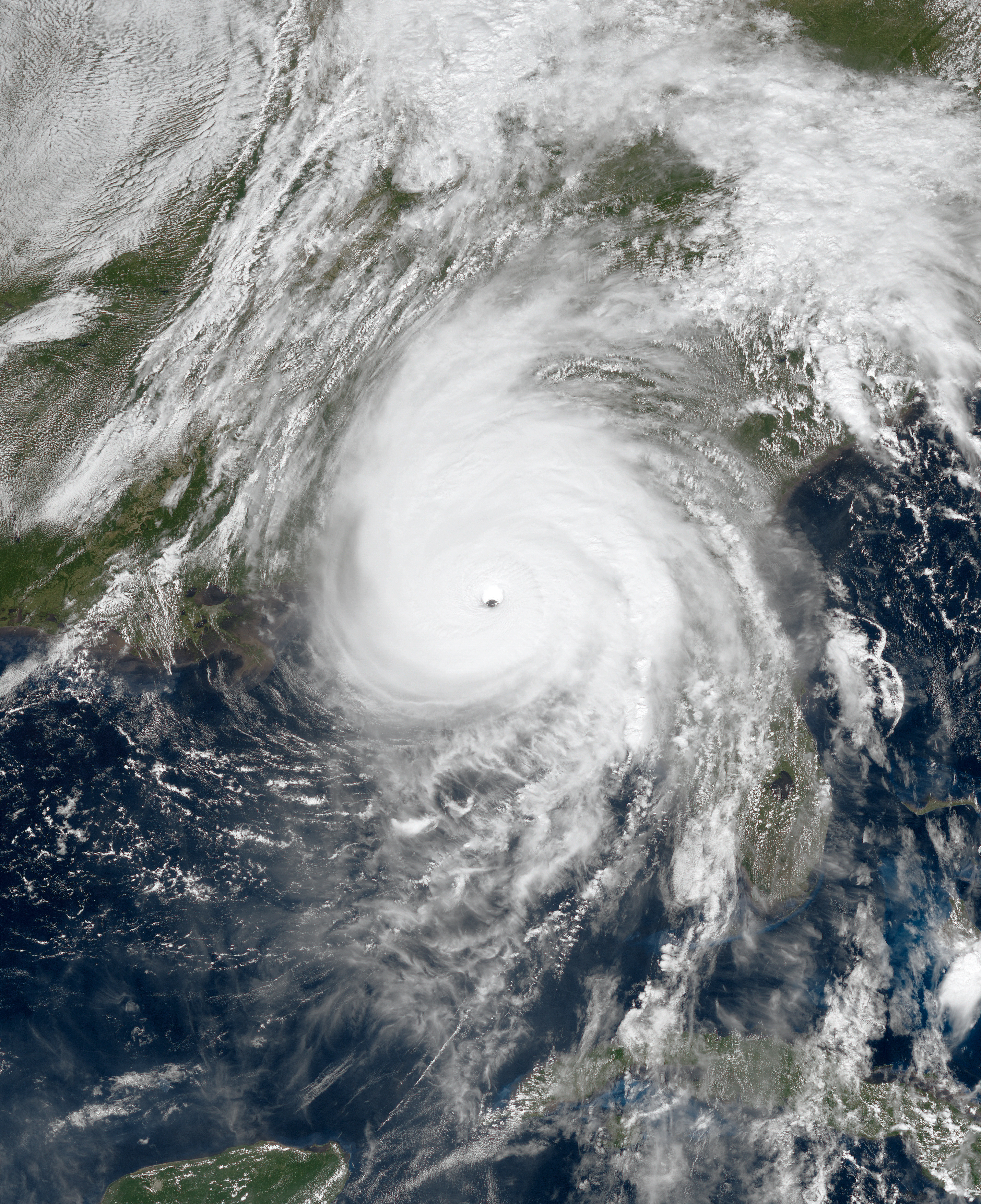
10月10日以五级飓风强度登陆前几分钟的飓风迈克尔

- 06:00，29°36′N 56°48′W / 29.6°N 56.8°W：热带风暴莱斯利在百慕大东南偏东约820公里洋面升级成一级飓风[17]。

10月4日
- 18:00，32°48′N 57°18′W / 32.8°N 57.3°W：飓风莱斯利在百慕大以东约710公里海域降级成热带风暴[17]。

10月7日
- 06:00，18°24′N 86°48′W / 18.4°N 86.8°W：第十四号热带低气压在科苏梅尔岛以南约205公里位置成型[5]。
- 12:00，18°48′N 86°24′W / 18.8°N 86.4°W：第十四号热带低气压在科苏梅尔岛东南偏南约165公里水域强化成热带风暴并获名“迈克尔”（Michael）[5]。

10月8日
- 12:00，20°54′N 85°06′W / 20.9°N 85.1°W：热带风暴迈克尔在古巴最西端以南约100公里近海升级成一级飓风[5]。

10月9日
- 00:00，22°42′N 85°12′W / 22.7°N 85.2°W：颶風邁克爾在佛罗里达州基韦斯特强化成二级飓风[5]。
- 06:00，10°06′N 29°00′W / 10.1°N 29.0°W：第十五号热带低气压在培亚西南方向约795公里洋面成型[18]
- 12:00，10°24′N 29°36′W / 10.4°N 29.6°W：第十五号热带低气压在培亚西南方向约830公里海域强化成热带风暴并获名“纳丁”（Nadine）[18]。
- 18:00，25°36′N 86°24′W / 25.6°N 86.4°W：飓风迈克尔在佛罗里达州坦帕西南方向约475公里位置达到三级飓风标准[5]。

10月10日
- 00:00，29°48′N 42°42′W / 29.8°N 42.7°W：热带风暴莱斯利在百慕大以东约2125公里水域再度增强成一级飓风[17]。
- 06:00，11°48′N 30°54′W / 11.8°N 30.9°W：热带风暴纳丁在培亚西南方向约870公里洋面达到持续风速每小时100公里，最低气压995毫巴（百帕，29.39英寸汞柱）的最高强度[18]。
- 06:00，27°42′N 86°36′W / 27.7°N 86.6°W：飓风迈克尔在佛罗里达州塔拉赫西西南方向约380公里海域强化成四级飓风[5]。
- 17:30，30°00′N 85°30′W / 30.0°N 85.5°W：飓风迈克尔增强成五级飓风并达到风力时速260公里、最低气压919毫巴（百帕，27.14英寸汞柱）的最高强度，同时在佛罗里达州廷德爾空軍基地附近登陆，在有纪录以来吹袭美国的飓风中风速第四快，气压第三低[5]。
- 18:00，30°12′N 85°24′W / 30.2°N 85.4°W：飓风迈克尔在佛罗里达州巴拿马城东北方向约25公里处减弱成四级飓风[5]。

10月11日

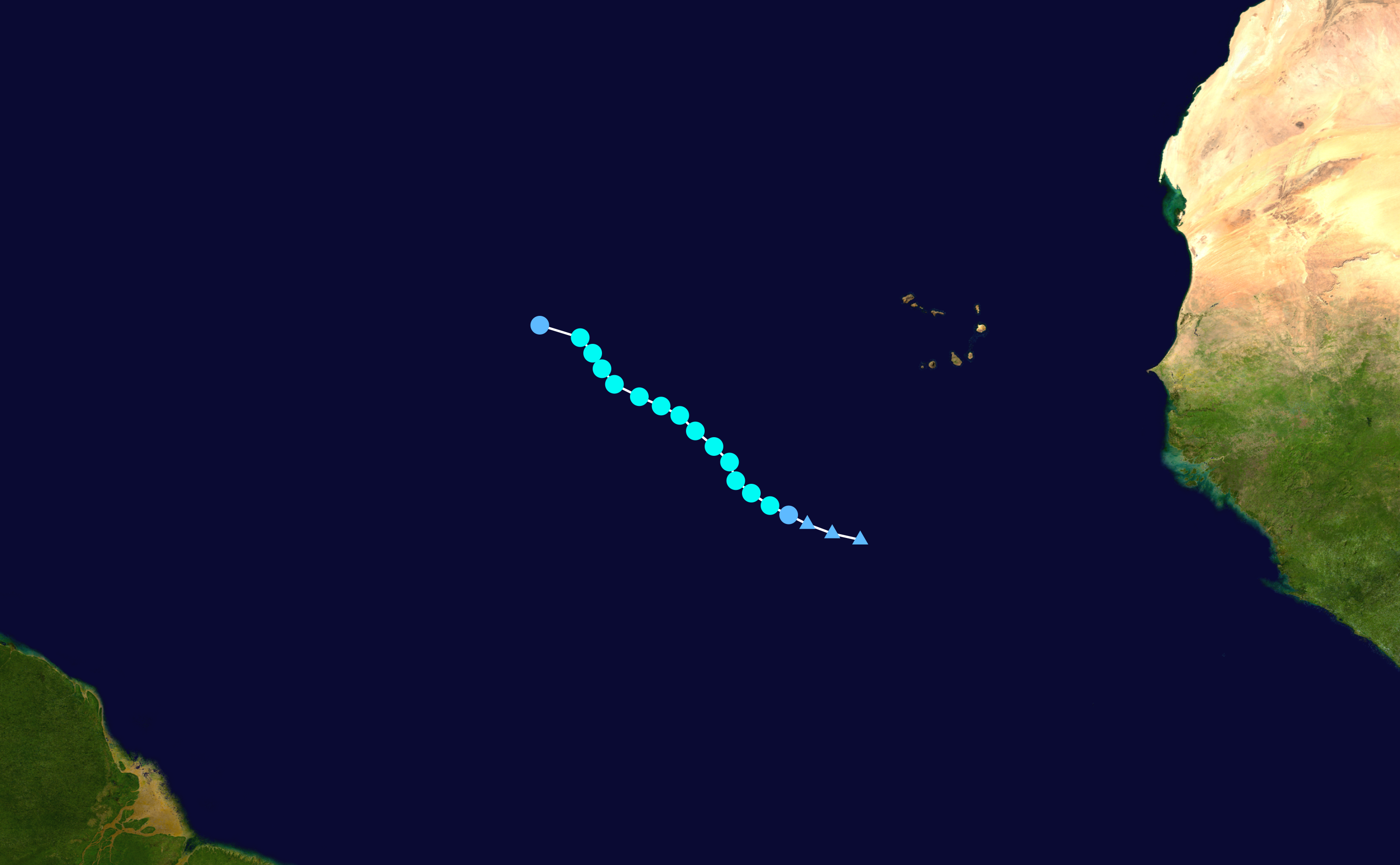
热带风暴纳丁的移动路线

- 00:00，31°30′N 84°30′W / 31.5°N 84.5°W：飓风迈克尔在乔治亚州奥尔巴尼西南偏西约30公里处弱化成一级飓风[5]。
- 06:00，32°48′N 83°12′W / 32.8°N 83.2°W：飓风迈克尔在乔治亚州梅肯以东约35公里降级成热带风暴[5]。

10月12日
- 00:00，30°24′N 35°12′W / 30.4°N 35.2°W：飓风莱斯利在亚速尔群岛西南方向约1080公里水域达到风力时速150公里、最低气压968毫巴（百帕，28.59英寸汞柱）的最高强度[17]。
- 00:00，36°30′N 77°42′W / 36.5°N 77.7°W：热带风暴迈克尔在弗吉尼亚州恩波里亚西南方向约25公里处转变成温带气旋[5]。
- 18:00，16°12′N 37°00′W / 16.2°N 37.0°W：热带风暴纳丁在培亚以西约1450公里洋面减弱成热带低气压[18]。

10月13日
- 00:00：热带低气压纳丁在佛得角以西约1320公里海域退化成东风波[18]。
- 18:00，39°18′N 10°30′W / 39.3°N 10.5°W：飓风莱斯利在里斯本西北偏西仅140公里近海转变成温带气旋[17]。

10月26日
- 18:00，25°24′N 45°18′W / 25.4°N 45.3°W：亚速尔群岛西南偏南约2030公里位置形成副热带风暴奥斯卡[3]。

10月27日
- 18:00，27°06′N 49°54′W / 27.1°N 49.9°W：副热带风暴奥斯卡在亚速尔群岛西南方向约2195公里水域转变成热带风暴[3]。

10月28日

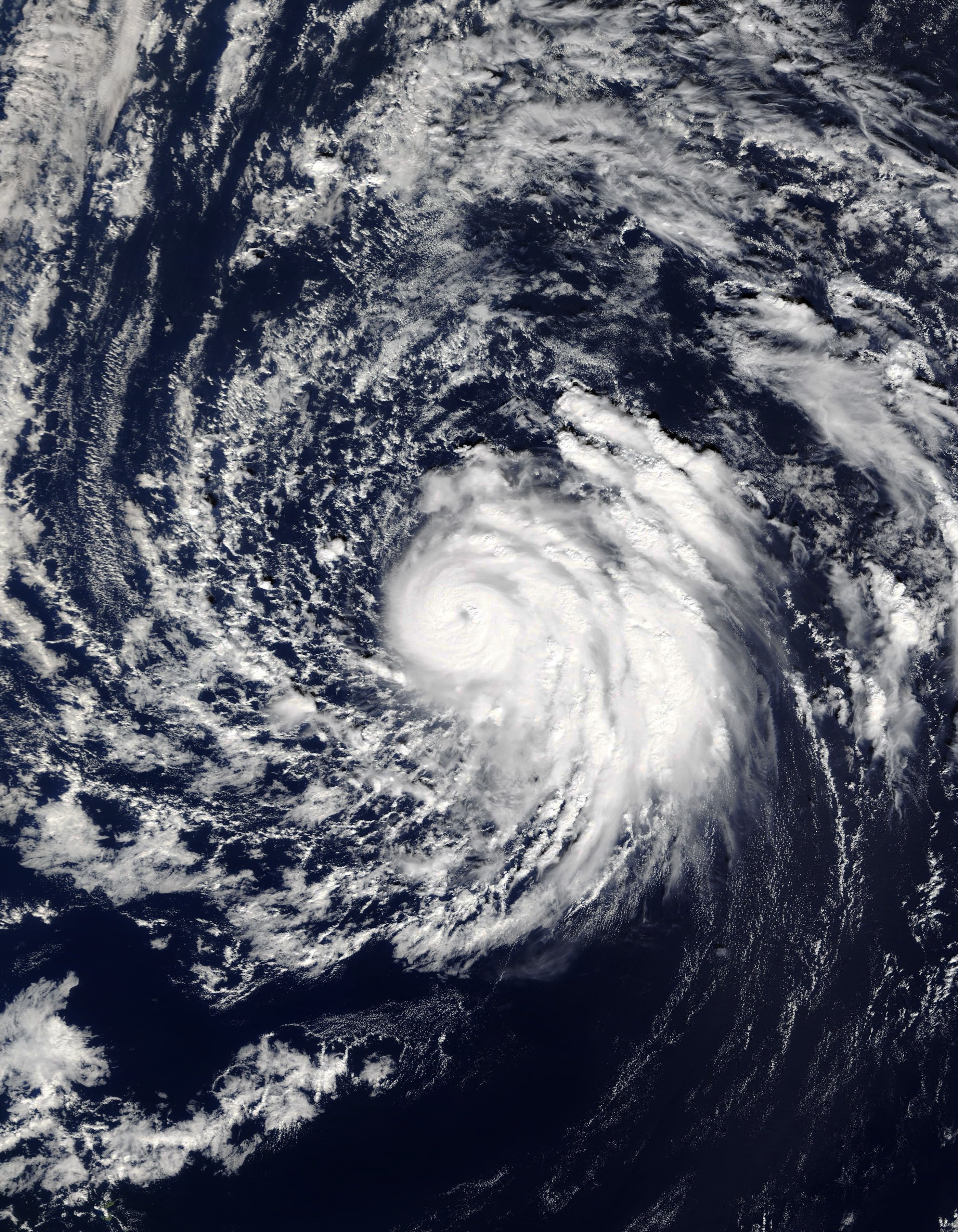
10月29日逐渐增强的飓风奥斯卡

- 18:00，25°42′N 54°48′W / 25.7°N 54.8°W：热带风暴奥斯卡在亚速尔群岛方向约2665公里洋面升级成一级飓风[3]。

10月29日
- 18:00，26°12′N 58°30′W / 26.2°N 58.5°W：飓风奥斯卡在百慕大东南方向910公里海域强化成二级飓风[3]。

10月30日
- 00:00，27°00′N 58°30′W / 27.0°N 58.5°W：飓风奥斯卡在百慕大东南方向约835公里位置达到持续风速每小时175公里、气压966毫巴（百帕，28.53英寸汞柱）的最高强度[3]。
- 18:00，30°18′N 57°18′W / 30.3°N 57.3°W：飓风奥斯卡在百慕大东南偏东750公里水域回落到一级飓风标准[3]。

10月31日
- 18:00，38°00′N 50°30′W / 38.0°N 50.5°W：飓风奥斯卡在百慕大东北方向约1455公里洋面转变成温带气旋[3]。

### 11月
- 本月大西洋没有形成热带气旋。

11月30日
- 2018年大西洋飓风季正式结束[1]。